# Рыжекрылый полосатобрюхий дятел
Рыжекрылый полосатобрюхий дятел (лат.  Piculus simplex) — вид птиц из семейства дятловых (Picidae). Подвидов не выделяют. Распространён в Центральной Америке. 

## Описание
Рыжекрылый полосатобрюхий дятел достигает в длину около 18 см и весит от 51 до 55 г. У взрослых самцов верхняя часть головы от лба до затылка, уздечка и очень широкая скуловая полоса красного цвета. У взрослых самок голова в основном однотонная, коричневато-оливковая, красный цвет ограничен затылком и задней частью шеи. Окраска остального оперения не различается у самцов и самок. Кроющие перья ушей коричневато-зелёные, иногда с несколькими красными кончиками перьев у глаз. Верхняя часть тела бронзово-зелёная, включая кроющие перья крыльев. Маховые перья в основном коричневато-рыжие, наружные опахала тёмно-оливково-коричневые, а внутренние — с полосками. Надхвостье черноватое, часто с рыжевато-коричневым оттенком наружных перьев. Подбородок бледно-коричневато-зелёный. Горло и верхняя часть груди оливково-зелёные, перья верхней части груди с бледно-жёлтыми пятнами и более тёмными кончиками. Нижняя часть груди, брюхо, подхвостье и нижние кроющие перья хвоста бледно-желтовато-коричневого цвета с тёмно-оливковыми полосами. Испод крыльев коричневато-рыжий. Клюв довольно короткий, черноватое надклювье слегка изогнуто, относительно узкое в районе ноздрей; подклювье бледно-серое. Радужная оболочка бледно-голубоватая, желтоватая или белая; ноги оливковые или сероватые. Окраска оперения молодых особей более тусклая, сероватая и зеленоватая; горло и грудь с пятнами желтовато-зелёного цвета, очень короткая и узкая скуловая полоса желтовато-белая, полосы на нижней части тела нечёткие; у самцов красный цвет только на затылке и задней части шеи.
Песня описывается как энергичное «chea, chea, chea, chea», а также как громкая, выразительная серия слегка гнусавых нот «heew». Часто барабанит длинными очередями.

## Распространение и места обитания
Рыжекрылый полосатобрюхий дятел распространён в Центральной Америке: восток Гондураса, Коста-Рика, Никарагуа и запад Панамы. Обитает во влажных лесах под пологом и на опушках, иногда посещает большие деревья на прилегающей полуоткрытой местности. Встречается на низменностях и в предгорьях, местами до 750 м над уровнем моря на Карибском склоне, и до 900 м на Тихоокеанском склоне.

## Биология
Рыжекрылый полосатобрюхий дятел ведёт оседлый образ жизни. Встречается поодиночке, реже парами; иногда сопровождает стаи смешанных видов. Добывает пищу высоко на деревьях, но также на средних уровнях или ниже; предпочитает лесные массивы, а не опушки. В состав рациона входят муравьи, взрослые особи и личинки жуков.
Биология размножения исследована недостаточно. Сезон размножения длится с февраля по май. Гнездо сооружает в дупле в недавно засохшего или гнилого дерева или пня, обычно на высоте 2,5—5 м над землей. В кладке 2—4 яйца. Нет данных о сроках насиживания и оперения птенцов.